# Добро на хартия
„Добро на хартия“ (на английски: Good on Paper) е американска романтична комедия от 2021 г. на режисьора Кими Гейтууд, по сценарий на Илайза Шлесингър. Във филма участват Илайза Шлесингър, Райън Хансен, Маргарет Чо и Ребека Ритънхаус.

## Актьорски състав
| Актьор           | Роля           |
| ---------------- | -------------- |
| Илайза Шлесингър | Андреа Сингър  |
| Райън Хансен     | Денис Кели     |
| Маргарет Чо      | Маргот         |
| Ребека Ритънхаус | Серена Халстед |
| Мат Макгори      | Брет           |